# Bad Match
Bad Match è un film del 2017 diretto da David Chirchirillo.
Pellicola statunitense di genere thriller sceneggiata dallo stesso regista Chirchrillo.

## Trama
Harris è un giovane uomo che lavora nel campo della pubblicità. Trascorre il suo tempo libero tra videogiochi online e l'utilizzo di un'app di incontri attraverso la quale conosce ogni giorno una nuova ragazza per poi portarla a letto e sparire il giorno successivo, il tutto dopo averle fatto credere di avere intenzioni più serie. Quando incontra Riley, le cose vanno tuttavia diversamente: la sua insistenza è tale da convincerlo a concederle un secondo appuntamento addirittura a casa sua, al termine del quale tuttavia la donna per poco con lo fa licenziare spegnendo la sveglia e impedendogli dunque di alzarsi in tempo per presentarsi a un importante evento lavorativo. Invece di uscire di casa subito dopo di lui, Riley resta nell'appartamento tutto il giorno e gli cucina la cena: Harris la manda subito via, determinato a non vederla più.
Harris inizia a ricevere numerosissimi messaggi e telefonate da Riley, la quale arriva a telefonarlo al numero aziendale e fingersi sua madre pur di poter parlare con lui. Harris inventa di stare male e non poter uscire, tuttavia quella sera Riley lo scopre in un locale con gli amici: la donna fa una scenata per poi andare via. Il giorno dopo, Riley telefona Harris fingendo di volersi suicidare: il ragazzo si precipita all'appartamento della donna, la quale gli scoppia a ridere in faccia, spingendolo a dare un pugno a uno specchio ed insultarla. Il giorno dopo, alcuni eventi molto strani iniziano a capitare a Harris: prima qualcuno hackera il suo twitter e pubblica dei tweet che ne provocano il licenziamento, poi del materiale pedopornografico viene ritrovato sul suo computer senza che lui ne fosse minimamente al corrente. 
L'uomo sembra spacciato, tant'è che il suo avvocato gli consiglia di proclamarsi colpevole per evitare una lunga pena detentiva. Harris tuttavia non ci sta e, uscito su cauzione, si precipita a casa di Riley e la aggredisce verbalmente e fisicamente per farle confessare la sua attività da hacker. La donna, che poco prima aveva chiesto scusa per aver finto di volersi suicidare, sembra non sapere nulla di quanto affermato da Harris: subito dopo, Riley sporge denuncia e chiede un'ordinanza restrittiva. Harris escogita allora un altro piano: dopo aver creato un account fittizio sull'app di incontri su cui si erano conosciuti, fa in modo da sapere dove sarà Riley quella sera e le droga il drink così da poterla rapire.
Una volta svegliatasi, Riley scopre di essere legata a una sedia e di essere stata rapita da Harris, il quale vuole che lei giri un video in cui confessa di averlo incastrato. La donna lo convince a slegarla affinché possa darsi una sistemata e risultare più credibile, tuttavia alla prima occasione lo aggredisce. Ne deriva una lotta furibonda tra i due, entrambi determinati nel fare molto male all'altro con ogni mezzo a loro disposizione. Proprio quando Riley sembra riuscire a fuggire, Harris la accoltella a morte. Un attimo dopo, l'uomo risponde al suo avvocato, il quale lo stava cercando di contattare da quella mattina: a quanto pare, un quindicenne contro cui l'uomo giocava ai videogiochi online ha confessato l'hackeraggio, un piano messo in atto a causa delle provocazioni ricevute da Harris. Disperato per quanto accaduto con Riley, Harris viene colto in flagrante da un poliziotto.

## Distribuzione
Il film è stato distribuito nelle sale cinematografiche a partire dal 3 novembre 2017.

## Accoglienza
Sull'aggregatore Rotten Tomatoes il film riceve il 100% delle recensioni professionali positive con un voto medio di 6,7 su 10 basato su 8 critiche, mentre su Metacritic ottiene un punteggio di 56 su 100 basato su 4 critiche.